# Майер, Антуанетта
Антуанетта Йозефа Клара Майер, в замужестве Молитор-Майер (нем. Antoinette Josefa Clara Molitor-Meyer; 19 июня 1920, Хоспенталь — 19 июля 2010, Тун) — швейцарская горнолыжница, выступавшая в слаломе и скоростном спуске. Представляла сборную Швейцарии по горнолыжному спорту в 1940-х годах, серебряная призёрка зимних Олимпийских игр в Санкт-Морице, обладательница серебряной медали чемпионата мира, четырёхкратная победительница швейцарского национального первенства.

## Биография
Антуанетта Майер родилась 19 июня 1920 года в коммуне Хоспенталь, кантона Ури, Швейцария. Училась в школе-интернате для девочек в Ингенболе, три года провела в школе Шатель-Сен-Дени, куда поступила, чтобы улучшить свои навыки французского языка, затем обучалась в институте в итальянском городе Варесе. В молодости помогала родителям управлять небольшим семейным отелем, а зимой, когда отель был закрыт, каталась на лыжах по близлежащим склонам.
В 1942 году, показав хорошие результаты на тренировочном сборе в Давосе, привлекла к себе внимание швейцарской лыжной федерации и год спустя вошла в состав швейцарской национальной сборной. В период 1943—1945 годов в общей сложности четыре раза становилась чемпионкой Швейцарии в разных женских дисциплинах: скоростном спуске, слаломе и комбинации. Участвовала в шведско-швейцарских соревнованиях в Остерсунде, побывала на международных соревнованиях в США.
Благодаря череде удачных выступлений в 1948 году Майер удостоилась права защищать честь страны на домашних зимних Олимпийских играх в Санкт-Морице — в программе скоростного спуска финишировала одиннадцатой, тогда как в слаломе по сумме двух попыток заняла второе место и тем самым завоевала серебряную олимпийскую медаль, пропустив вперёд только американку Гретхен Фрейзер. Поскольку здесь также разыгрывалось мировое первенство, дополнительно стала серебряной призёркой чемпионата мира по горнолыжному спорту.
Вскоре после Олимпиады Антуанетта Майер приняла решение завершить спортивную карьеру и вышла замуж за швейцарского горнолыжника Карла Молитора, своего коллегу по олимпийской сборной. Супруги переехали на постоянное жительство в Венген, где открыли магазин спортивных товаров. Здесь у них родился сын, который впоследствии унаследовал их бизнес. Майер продолжала кататься на лыжах даже в самом преклонном возрасте, принимая участие в различных любительских соревнованиях регионального уровня.
Умерла 19 июля 2010 года в коммуне Тун кантона Берн в возрасте 90 лет.